# Five Years
Five Years è un brano musicale scritto dall'artista inglese David Bowie, prima traccia dell'album The Rise and Fall of Ziggy Stardust and the Spiders from Mars del 1972.
Durante lo show televisivo di Dinah Shore trasmesso dalla CBS il 3 marzo 1976, rispondendo a una domanda a proposito della sua paura di volare il cantante dichiarò che il titolo del brano era stato ispirato da un sogno nel quale suo padre lo aveva ammonito di non volare mai più, aggiungendo che gli rimanevano solo cinque anni di vita.

## Il brano
(Ned Raggett, AllMusic)
La batteria di Mick Woodmansey apre The Rise and Fall of Ziggy Stardust and the Spiders from Mars con un brano distopico che annuncia la notizia della fine del mondo prevista tra cinque anni. Come scrisse Michael Watts il 1º luglio 1972 su Melody Maker, «il cupo messaggio apocalittico di Five Years deve qualcosa liricamente a Lou Reed», anche se le immagini di una società che va in rovina sembrano attingere ad una corrente di pessimismo e rassegnazione ben definita nei primi anni settanta. La fantascienza era piena di crolli sociali, da film quali Il pianeta delle scimmie e 1975: Occhi bianchi sul pianeta Terra a romanzi come L'anno del sole quieto di Wilson Tucker, in cui viaggiatori del tempo scoprono che all'America restano 20 anni prima di cadere nella barbarie assoluta.
Una fonte di ispirazione è rappresentata dalla poesia At Lunchtime - A Story of Love di Roger McGough, che Bowie aveva inserito nel suo spettacolo di cabaret già nel 1968. Il racconto tragicomico dell'abbandono sessuale che si diffonde su un autobus quando giunge la notizia che all'ora di pranzo ci sarà la fine del mondo conteneva immagini che Bowie adattò per Five Years, segnalando l'essenza del nuovo tema trattato dal cantante, umane aspirazioni e rapporti deteriorati espressi nell'idioma dei racconti di fantascienza:
In un'intervista con lo scrittore William S. Burroughs pubblicata su Rolling Stone nel 1974, il cantante descrisse lo scenario che intendeva evocare in Five Years: «È stato annunciato che il mondo finirà per esaurimento di risorse naturali. Ziggy si trova nella condizione di avere accesso a quello che tutti i ragazzi hanno sognato di ottenere... Ziggy faceva parte di un gruppo rock e i ragazzi non vogliono più il rock 'n' roll. Non c'è più corrente elettrica per suonarlo. Il consigliere di Ziggy gli dice di raccogliere notizie e di cantarle, perché non esiste più l'informazione. Così Ziggy comunica la notizia, ed è una notizia terribile».

## Registrazione
Five Years venne registrata in due riprese separate i primi di novembre del 1971, all'inizio delle sessioni di The Rise and Fall of Ziggy Stardust and the Spiders from Mars.
«David cominciò molto piano», spiegò il produttore Ken Scott, «così per ottenere il miglior suono possibile dovetti alzare il livello di registrazione ma, come sapete, lui alla fine diventa una specie di generatore di potenza e quindi mi toccava cambiare tutte le regolazioni. Nella seconda metà della canzone l'estensione della voce è abbastanza diversa e quindi fu necessario aggiustare i livelli per compensare la differenza».
Il tutto venne "ancorato" dal pianoforte di Mick Ronson e dall'immutabile batteria di Woodmansey, che dichiarò di aver provato a mettere «disperazione in ogni colpo di tamburo».

## Formazione
- David Bowie - voce, chitarra acustica
- Mick Ronson - pianoforte, cori
- Trevor Bolder - basso
- Mick Woodmansey - batteria

## Five Yearsdal vivo
Il brano venne eseguito la prima volta nella sessione BBC registrata il 18 gennaio 1972 per Sounds of the 70s con Bob Harris.
Dopo aver fatto parte delle scalette dello Ziggy Stardust Tour 1972 e dell'Aladdin Sane Tour 1973 ricomparve nel corso dello Station to Station Tour 1976, nello Stage Tour 1978 e nel Reality Tour 2003-04.
Tra le occasioni "estemporanee" in cui è stato eseguito dal vivo:
- 8 febbraio 1972, The Old Grey Whistle Test, programma televisivo di BBC Two.
- 3 marzo 1976, Dinah!, programma televisivo della CBS.
- 8 settembre 2005 Fashion Rocks Concert, Radio City Music Hall di New York (con gli Arcade Fire).

Nel 1985 Five Years avrebbe dovuto chiudere il set di canzoni preparate per il Live Aid ma David decise di rinunciare per consentire la messa in onda di un filmato sulla carestia in Africa che Bob Geldof gli aveva mostrato qualche giorno prima. «Ho pensato che fosse un filmato molto importante» disse Bowie secondo il ricordo di Geldof, «il punto non era promuovere singoli, il punto era quello di diffondere la consapevolezza della situazione».

## Pubblicazioni
Five Years si trova in alcune raccolte e album live:
- Best Deluxe (1973, uscito in Giappone)
- Stage (1978)
- Bowie at the Beeb (2000)
- Best of Bowie (2002, DVD)
- Live EP (Live at Fashion Rocks) (2005, con gli Arcade Fire)
- Live Santa Monica '72 (2008)
- A Reality Tour (2010)

Una versione dal vivo è presente anche nel bonus disc della riedizione di Station to Station del 2010.

## Cover
Tra gli artisti che hanno pubblicato cover di Five Years:
- The Outcasts nel mini-LP Seven Deadly Sins del 1984
- Tahures Zurdos in Tahuria del 1990
- Fish in Songs from the Mirror del 1993
- Marian Gold in United del 1996
- gli Endless in The Dark Side of David Bowie del 1997
- gli Aslan nel CD singolo Lucy Jones Part One del 1998
- Subgenius in Orange del 1999
- i Cyclefly in Blockbuster: A 70's Glitter Glam Rock Experience del 2000
- i Cybernauts in Cybernauts Live del 2000
- The Polyphonic Spree nel CD singolo Hanging Around 1 del 2002
- Seu Jorge nella colonna sonora di Le avventure acquatiche di Steve Zissou del 2004
- i Christian Beach in Hero - The MainMan Records Tribute to David Bowie del 2007
- Richie Ranno in David Bowie Acoustic Tribute del 2007
- i Tinyfolk in Jack's Broth del 2008
- The Postmarks in By The Numbers del 2008
- Camille O'Sullivan in Live At The Olympia del 2008
- Techno Cowboy in The Ziggy Stardust Omnichord Album del 2009
- gli Old 97's nell'EP Mimeograph del 2010
- i Surfadelica in Ziggy Played Surf Guitar del 2011
- Mo Kenney nell'album eponimo del 2012
- i Born Ruffians in Paper Bag Records Vs. The Rise and Fall of Ziggy Stardust and the Spiders from Mars del 2012
- Max Lorentz in Kiss You In The Rain - Max Lorentz Sings David Bowie del 2013
- i Duran Duran in A Bowie Celebration: Just For One Day del 2021

Diversi artisti hanno eseguito Five Years durante le esibizioni dal vivo, in particolare Gavin Friday, gli Arcade Fire, i Calexico, The Flaming Lips, i Guided by Voices, Peter Murphy e i Red Hot Chili Peppers.